# Gumman
Gumman är en ö i Finland. Den ligger i Bottenviken och i kommunen Larsmo i den ekonomiska regionen  Jakobstadsregionen i landskapet Österbotten, i den nordvästra delen av landet. Ön ligger omkring 85 kilometer nordöst om Vasa och omkring 410 kilometer norr om Helsingfors.
Öns area är 2,3 hektar och dess största längd är 240 meter i sydöst-nordvästlig riktning. I omgivningarna runt Gumman växer i huvudsak blandskog. Runt Gumman är det ganska tätbefolkat, med 172 invånare per kvadratkilometer. Närmaste större samhälle är Jakobstad, 5,7 km sydost om Gumman.